# 大沼 (百貨店)
株式会社大沼（おおぬま）は、かつて山形県山形市に本社を置き百貨店を営んだ企業。日本百貨店協会に加盟した。江戸時代の1700年（元禄13年）に創業した。
2020年（令和2年）1月に経営破綻して閉店し、山形県は日本で最初に百貨店が存在しない県となった。

## 歴史・概要

### 創業から百貨店開業まで
1700年（元禄13年）に初代大沼八右衛門が山形の七日町（なぬかまち）で荒物屋を創業した。
百貨店事業において1611年（慶長16年）創業の松坂屋、1673年（延宝元年）創業の三越に次ぐ古い企業である。
1950年（昭和25年）7月に資本金500万円で株式会社大沼百貨店を設立し、七日町の国道13号（現・国道112号）沿いに鉄骨モルタル造2階建て売場面積400平方メートル (㎡) の店舗で営業を始めた。1952年（昭和27年）増築時で総面積950m2と百貨店法の規定を下回る規模であった。1956年（昭和31年）11月20日に地下1階地上4階建て5,500m2の店舗を開いた。
同業の丸久百貨店は1956年（昭和31年）11月16日に開業した。

### 増床と多店化
1965年（昭和40年）と1971年（昭和46年）に本店を増床して閉店時の規模まで拡大し、1967年（昭和42年）に酒田駅前で酒田店、1970年（昭和45年）11月に米沢市で米沢店、1971年（昭和46年）11月に酒田市の中町で酒田中町店、1976年（昭和51年）6月に鶴岡市で鶴岡店（サンプラザオーヌマ）、それぞれを開店し、山形県内で北部（庄内地方）から南部まで展開する百貨店チェーンに成長した。

### 酒田大火と復興
1976年（昭和51年）10月29日17時40分頃に発生した酒田大火で店舗は周辺の市街地22.5ヘクタール (ha) とともに全焼し、酒田中町店は閉店した。
酒田市山居町の山居マートアメヨコに仮店舗の酒田山居マート店を設け、従業員を酒田山居マート店、山形本店、米沢店へ移して雇用するなど酒田市主導の復興計画で店舗再開を目指した。酒田中町店があった5街区へ百貨店清水屋が移転したため、27街区付近で店舗再建を目指したが地権者の反対で断念し、31街区の本間家旧本邸東側付近で再開を目指すが地権者の同意を得られず、中町地区で店舗再建を断念する。
酒田駅前の庄内交通駐車場が移転した跡地に新築された庄交ターミナルビルの核店舗として、1981年（昭和56年）9月25日に酒田店を再建したが、当時は繁華街ではなく、1978年（昭和53年）10月28日に競合の百貨店マリーン5清水屋が開業し、1979年（昭和54年）3月末にほぼ復興した中町周辺の中心市街地に比して再開が遅れる、などが影響して業績は低迷した。酒田店を経営する酒田大沼は、1984年（昭和59年）にダイエーと業務・資本提携して営業を譲渡し、1986年（昭和61年）に店名をダイエーに変更し、完全に撤退した。
ダイエーへ譲渡された酒田大沼は社名を酒田ダイエーに変更し、1991年（平成3年）にダイエー酒田店となる。1994年（平成6年）11月にジャスコ酒田南店、2001年（平成13年）8月に東田川郡三川町の国道7号三川バイパス沿いにイオン三川ショッピングセンター、それぞれが開業すると売り上げが低迷し、ダイエーは経営再建の一環で2005年（平成17年）8月31日に酒田店を閉店した。
ダイエー酒田店の建物は2006年（平成18年）に取り壊され、跡地は2007年（平成19年）にパチンコマルハン酒田店が開業した。

### 山形の競合に対応
1965年（昭和40年）には売場面積では7,427m2とライバルの丸久の9,500m2を下回っていたにもかかわらず売上高19.7億円で丸久の16.9億円を上回るなど山形の地域一番店の座を獲得し、1967年（昭和42年）に十字屋、緑屋、長崎屋、田丸屋、オビジョー、1972年（昭和47年）10月のダイエーなどのライバルとなる大型店が七日町に続々と進出する中で競争を続けると共に、1965年（昭和40年）に山形市の乗用車の登録台数が3,244台で人口100人辺り1.7台だったのが、1975年（昭和50年）には31,775台、1985年（昭和60年）には64,327台で人口100人辺り26.8台と急激に進んで全国平均（23.0台）を上回るほど進んだモータリゼーションに対応し、1972年（昭和47年）3月に大沼パーキングを開設した。このほか、1983年（昭和58年）には地域産業振興室を設立して、大分県の一村一品運動の山形県版･民間版に取組み、44市町村の住民・役所などと共に山海の名産品を発掘して売り出すなど地域密着の営業活動を続けた。
しかし、1975年（昭和50年）3月に国道13号山形バイパスが全通、同年4月に山形県庁が七日町周辺から移転して七日町の来街者が減るようになり、昭和50年代頃から郊外のロードサイドに出店した大型店との競争が始まった。加えて店が面する「ほっとなる通り」が北行き一方通行となり、郊外行きのバス停は引き続き大沼前に置かれたものの、郊外からのバス停が遠く離れることになり、客足が遠のく一因となった。1991年（平成3年）7月31日の山形自動車道開通に伴い隣接する宮城県仙台市への道路アクセスが便利になったことに加え（仙台都市圏、ストロー効果を参照）、
1997年（平成9年）11月28日のジャスコ山形北ショッピングセンター開業、2000年（平成12年）11月22日のイオン山形南ショッピングセンター（現・イオンモール山形南）開業といった郊外への大型ショッピングセンター進出に伴い中心市街地から大型店が撤退するなど周辺の商店街の地盤沈下が進んだことや消費の低迷の影響を受けて、1997年（平成9年）2月期の売上高165.8億円で経常利益0.94億円だったのが、2000年（平成12年）2月期に売上高143.67億円と落ち込んで2.19億円の経常損失となるなど、業績低迷に苦しんだ。2005年（平成17年）2月期まで3年連続の減収、2年連続の最終赤字となるなど業績が低迷していた。山形県内陸地方一帯も商圏とする仙台市の百貨店など商業施設との競争にも晒された。
こうした苦境を打開するため、2004年（平成16年）に元伊勢丹常務取締役の鈴木勝雄が、大沼の取締役相談役に就任した。鈴木は「現場無気力症候群」に陥っていることを原因と見て、経営側と労働者が5人ずつが参加する「労使協議会」を作り、課題の解決に向けた話し合いなどから、組織や人員の簡略化によってやる気を引き出し、商圏が狭い地方都市の特性を社員全員が理解して把握させるために、全員週に1度お得意様回りをさせて生活に密着した商品の展示となるように品揃えを変更するなど、改革に取り組んだ。2006年（平成18年）2月期には売上高は88億1100万円（天童・新庄店売上を含む）で前期比9.8%減と引き続き減少したものの、不良在庫の整理などのリストラの効果で最終利益は3期ぶりに黒字転換を果たした。

### 仕入機構への加盟など
1959年（昭和34年）の十一店会に加盟以来、後身の伊勢丹系列の全日本デパートメントストアーズ開発機構に加盟して商品仕入やワイシャツ券の相互利用などを行っていた。一時期、三越とも業務提携をしていた。
2006年（平成18年）3月にはポイントカードの発行を開始した。

### 経営母体の移動
大沼は、郊外への量販店の進出やインターネット通販などの普及によって、2017年2月期決算では85億円の売上を計上していたが、4期連続の赤字に陥り、同年5月25日には決済資金が不足する事態に陥る。こうしたことから、独力での経営改善は困難と判断。山形銀行、ファイナンシャル・アドバイザリー会社、後に破産申請代理人となる弁護士を中心に再建に関する協議が行われることになり、複数の企業にスポンサー支援を打診したが、再生スポンサー候補は最終的に投資会社4社に絞られることになった。この時点で、大沼幹部は破産もしくは会社更生法申請を視野に入れていた。
投資会社4社は、米沢店並びに保険事業を継承するか、会社分割もしくは第二会社方式での再建を訴えたが、酒田市に工場を設置する本間ゴルフや、岩手県盛岡市の商業施設「Nanak（ななっく）」（旧中三盛岡店）、兵庫県姫路市の百貨店「ヤマトヤシキ」などの再建を手掛けるマイルストーンターンアラウンドマネジメント（MTM、東京都）が二次破綻のリスクは残るものの、一般債権者に影響を及ぼさない私的整理を提案したことから、2017年秋にMTMを支援先に選定した。大沼も、交渉が不調に終わった際に備えて破産もしくは会社更生法申請を検討していたほか、取引金融機関も、会社更生法申請を検討していたという。同年12月25日にMTMから、出資を含む経営支援を受ける覚書を結んだと発表した。2018年内をめどに再建計画を立てるとしていた。大沼は資金支援を受けた後、MTMに経営権を譲る予定と報じられる。また支援先をMTMに決めた山形銀行は『山形コミュニティ新聞』の取材に「（MTMを選んだ理由については）コメントできない」と回答している。
大沼は、2018年4月23日に臨時株主総会を開催。株式の100%減資と創業家出身の児玉賢一社長のほか全役員の退任、並びにMTMによる増資の引受および早瀬恵三同社社長が大沼社長に就任したとする新経営体制を発表した。MTMの大沼に対する出資額は6億円程度と見られているほか、20億円超の借入金に関しては山形銀行など取引金融機関が債権放棄に応じた模様と報じられている。新経営体制の発足に沿って、米沢店が同月25日に改装工事の第1弾を終え、リニューアルオープンした。
同年5月には早瀬社長が代表取締役となり、新社長には新銀行東京で執行役員を務めた長沢光洋が就任した。だが、同年9月20日に開催の臨時取締役会で長沢社長が解任され、早瀬代表取締役が社長に就く人事を決定した。
さらに、MTMとは無関係の投資会社がスポンサー就任をMTMが断った際に、投資会社と大沼の一部幹部による妨害工作が開始され、投資会社が「当社にスポンサーを譲らなければ、MTMによる出資金還流問題をマスコミに流す」とMTMに通告し、投資会社が実際に金融機関、出資元、マスコミに流したために資金調達が困難となり、同年7月には早くも資金不足に陥って買掛金の支払いも困難となった。以降、再建方針を巡ってMTM側と一部幹部間で対立するようになった他、取引先や社員の間からもMTMに対する不信感を募らせるようになっていた。MTMに出資している銀行の代理人は、同年12月にMTMに対して出資金還流の説明を求めた。2019年2月18日に行なわれた大沼と金融機関との会議の席では、金融機関側が「MTMに流れた金はいつ返還されるのか」「追加融資はいつになるのか」などと早瀬社長に詰め寄る場面もあったという。山形市の佐藤孝弘市長も同年2月20日に「資金が想定外の動きをしている。正常な経営といえない」と会見し、MTMを批判した。MTMが同年2月28日に盛岡市で行った「Nanak（ななっく）」閉店会見で、MTMの財務状況が悪化していることが明らかとなった。
予定していた山形本店の改装が実施されておらず、地元のMTMに対する不信感、資金不足による仕入代金における支払の遅れなど、大沼の再建は2019年3月時点で進展していなかった。そんな中、2019年3月22日に臨時株主総会と取締役会が開催され、大沼投資組合がMTMが保有する大沼全株式を担保とする債権者から全株式を取得し、早瀬恵三社長など役員4人並びに監査役1人を解任した。新社長には同日付で取締役執行役員の永瀬孝が就任したほか、大沼投資組合から相談を受けた創発ビジネスパートナーの野又恒雄社長や大沼の幹部社員も取締役並びに監査役に就任した。新経営陣は「MTMによる経営に危機感を感じた。従業員の手に取り戻す行動に出た。MTMに対する不信感は募る一方だった」「もう一度原点に戻り、自らの足元を厳しく見つめ直し、収益力と財務力の良化を早期に実現する」などとコメントした。大沼投資組合は、MTMによる再建計画を見直した上で新再建計画を策定し、米沢店を2019年8月15日に閉店するなど、経営再建を図った。
同6月7日付けで、MTMから社長に送り込まれたものの解任され、取締役も退任させられた長澤光洋が代表取締役として大沼に復帰。代表権は長沢と永瀬社長の2人が持つ体制となった。加えて閉店を予定していたギフトショップの新庄店は黒字が続いていたため、老朽化した従来店舗から賃貸店舗に移転して営業を継続することになった。大沼では経営母体を変更以降、売上が好調な、首都圏で仕入れた個性的商品の販売を続けるほか、地元産品を掘り起こし販売する「地域商社」を新事業の柱に、脱百貨店で活路を見出したいとしていた。また両代表取締役は、同12日に山形新聞社を訪れた折、早期に新たな再建計画を作成し、3億円をめどに第三者割当増資を募った上で、長く変わっていないブランドを入れ替えたいとの意向を示した。その一方で、新体制になっても大沼の資金状況を懐疑的に見ている取引先も少なくはなく、不安定な経営が続いており、7月12日には取締役の1人が解任された。さらに9月30日付けで、経営再建の遅れによる支援者らの意向を理由に永瀬社長が辞任。代表権を持つのは取締役の長澤だけとなった。

### 破産手続開始
経営再建を図るも状況は好転せず、2019年10月に山形本店の不動産の所有権がエム・エル・シーへ移動したと同時に、大沼自体の信頼が崩壊状態に陥った。同年11月22日には、山形県警察の制服納入業者を決定する入札で談合を行っていたことが判明し、公正取引委員会による立ち入り調査を受けた。
2019年10月の消費税増税に伴う売り上げの減少や、取引業者約500社への支払資金である4億円を調達することが不可能となったため、大沼が重大局面に入るという情報が、2020年1月20日に東京商工リサーチ本社情報部と同山形支店にもたらされるようになる。
大沼は2020年1月26日をもって山形本店を閉店し、従業員を解雇。同日付で山形地方裁判所へ破産申請を行うことを決議した。翌1月27日付で同日に山形地方裁判所に関連会社の大沼友の会と共に破産を申請し、同日付で破産手続開始決定を受けた。
1月27日には早朝から、取引業者が山形本店に集まって商品の搬出作業が開始された。ある取引業者によれば、午前7時から午前9時までの2時間以内に商品を搬出するよう通告を受けたという。
長澤前代表取締役は、破産手続開始当日の1月27日に山形市内で記者会見を開き、「1月31日が支払期限となっていた取引業者に対する支払資金である4億円を調達することが不可能となり、破産を決断するに至った」「年間1億円を超えるシステム維持費、駐車場費用も経営の重荷だった」「2019年10月の消費税増税後に売り上げが急激に落ち、クレジット決済が増えたことで資金繰りが悪化したため、消費税増税時点で経営破綻を考えており、民事再生法申請も視野に入れていたが、時間がなかった」「スポンサーを募集したが、億単位の金額を通告され、高コスト体質などから断念せざるを得なかった」「建物はエム・エル・シーが所有しており、地下食品売場は営業再開可能かもしれない」などと会見した。
長澤前代表取締役は、MTMの経営責任についても言及し「資金還流問題で資金繰りがおかしくなった」「MTMから招聘されて社長に就任した時点で、社長を辞めようと思った」「大沼株式の流れが金融商品取引法に抵触すると思った。2019年6月以降も経営困難となるのはわかっていたが、スポンサーから止められていた」などと言及した。また長澤前代表取締役は、2019年12月に事業を継承する新会社として「山形大沼株式会社」を設立し、債務は大沼に残した上で、山形大沼へ事業を譲渡する新旧分離を計画していたことを明らかにしたほか、退職金に関しても従業員退職給付債務ではなく、国による立て替え払い制度に依存していたことが判明した。
佐藤孝弘山形市長は、破産手続開始当日の1月27日、山形市役所で山形商工会議所の後藤完司会頭とともに記者会見を行い、佐藤市長は「市民が親しんだ百貨店の倒産は非常に残念だ」とコメントしたほか、従業員の再就職や、テナントとして入居していた企業に対して空き物件を斡旋するなどの対策を行う意向を示した。また後藤会頭は「破産に至ったのは非常に残念だ。地域経済や市民生活への影響が最小限になるよう万全を期したい」とコメントした。吉村美栄子山形県知事も「突然のことで驚いている」とコメントしたほか、従業員や取引先向けの相談窓口の設置や、県による融資制度を活用した支援策を行うことを表明した。
破産手続開始と同時に、大沼が自社で発行した商品券、大沼友の会が発行していたお買い物券と積立金は利用できなくなり、日本百貨店協会が発行する全国百貨店共通商品券も使えなくなった。これら商品券の還付手続きは、大沼が発行した自社商品券と全国百貨店共通商品券が東北財務局、大沼友の会のお買物券と積立金は東北経済産業局がそれぞれ担当する。なお、表面に「大沼」の店名が明記されている三菱UFJニコスのギフトカードは、大沼ではなく三菱UFJニコスが発行しているため、破産手続とは関係なく引き続き全国の対象店で利用可能としている。
大沼の破産手続開始により、日本百貨店協会に加盟する百貨店が47都道府県を制覇した1976年以降、山形県は初めて日本百貨店協会に加盟する百貨店がない都道府県となった。大沼の破産時点で山形県内には他に「百貨店」を名乗る店舗として、酒田市にマリーン5清水屋が存在していたが、現店舗となってからは基準を満たさなくなったため、日本百貨店協会を退会していた（日本ショッピングセンター協会に加盟）。また、そのマリーン5清水屋も2021年7月15日をもって閉店した。
2021年2月18日、厚生労働省山形労働局は、事前に解雇を予告していなかったにもかかわらず、解雇予告手当約4000万円を支給しなかったとして、労働基準法違反の疑いで法人としての大沼と長澤前代表取締役を山形地方検察庁へ書類送検した。容疑は、従業員に対して解雇予告を行わず、労働基準法で定められている30日分以上の平均賃金に相当する解雇予告手当を支給しなかった疑い。その後、不起訴処分となった。
大沼友の会は破産費用不足により、2021年3月4日に山形地方裁判所から破産手続廃止決定を受け、同年4月6日に法人格が消滅した。
大沼と破産管財人は2021年4月9日に、MTMと大沼保険サービスを相手取り、大沼保険サービスが株主総会の議決を得ずに第三者割当増資により発行した新株900株の発行の無効並びにMTMに貸し付けていた約5200万円の返還を求めた訴訟を山形地方裁判所に対して提起した。破産管財人は、第三者割当増資によって大沼保険サービスの売却が不可能となったと主張した。同年5月24日に第1回口頭弁論が開かれ、MTMと大沼保険サービスの2社は破産管財人による請求の棄却を求めた。2022年11月16日、MTMに対する訴訟で和解が成立していたことが分かった。同年11月10日に山形地方裁判所で行われた債権者集会で破産管財人から報告されたもので、関係者によるとMTM側が解決金として2000万円を支払う。同年12月13日に大沼保険サービスに対する訴訟の第一審が山形地方裁判所で行われ、裁判長は「破産管財人は法人としての「大沼」には破産後も権限がある」と認めた上で、大沼保険サービスによる新株発行は無効と判断して大沼と破産管財人による訴えを認め、大沼と破産管財人勝訴の判決を言い渡したが、破産管財人と大沼保険サービスは、判決を不服として仙台高等裁判所へ控訴した。

### 土地・建物の競売、旧山形本店の解体へ
大沼の土地・建物については根抵当権を持つ山形銀行が、山形地方裁判所から不動産競売開始決定を受けたと2020年3月25日に発表した。山形市中心街の中核となる不動産物件であるため、透明性が高い手続きで活用する事業者を探すため、競売による処理を選んでその過程を公表した。土地・建物を所有する実業家（前述のエム・エル・シーを含む企業グループの経営者）は、山形本店の一部を使って営業再開を打診していたが、山形銀行は応じなかったと報道されている。
2020年5月28日、商業コンサルタント会社「やまき」（東京都港区）が大沼山形本店の土地・建物を所有する実業家に対して百貨店事業の再開を前提とした売買交渉を行っていることが報じられた。7月にはやまきが実業家から建物を一時的に賃借し、大沼の元従業員を雇った上で「感謝閉店セール」を開催することを発表。7月15日にセールが始まり、約半年閉ざされていた山形本店のシャッターが再び開くこととなった。感謝閉店セールは同年9月30日に終了した。大沼の旧在庫、やまきの仕入れ商品などを安く販売し、7月には来店客数が5千～6千人に達した日もあった。だが、地権者となった山形銀行との百貨店再開に向けた交渉は進んでいなかった他、地下食品売り場の老朽化が著しいことが判明するなど課題も浮き彫りになった。  
根抵当権を持つ山形銀行は2020年10月9日、山形地方裁判所から旧山形本店並びに旧ギフトショップ新庄店の不動産競売開始期日を、同年11月24日に開始する通知を受けたことを明らかにした。旧山形本店並びに旧ギフトショップ新庄店の競売は個別に行われた。入札は11月24日から12月1日まで行われ、旧山形本店は土地・建物を所有する実業家、大沼の保険事業を分社化した大沼保険サービス、山形市都市振興公社、仙台市の企業の4社が入札したが、やまきは取得費用が嵩むなどとして入札しなかった。12月3日に行われた開札の結果、旧山形本店は、山形市都市振興公社が土地・建物を所有する実業家の入札価格である3億6033万3000円、大沼保険サービスの入札価格である3億6003万3300円を上回る3億8200万円で落札した他、旧ギフトショップ新庄店は1601万1000円で単独入札となったエム・エル・シーが落札した。山形地方裁判所は12月18日、旧山形本店並びに旧ギフトショップ新庄店の売却を決定した。12月26日に売却が正式に確定し、旧山形本店の所有権は山形市都市振興公社へ、旧ギフトショップ新庄店の所有権はエム・エル・シーへそれぞれ移ることになった。
旧山形本店を落札した山形市都市振興公社は、山形市とプロジェクトチームを組み、耐震基準を満たしていない旧山形本店を解体した上で跡地にマンションや商業施設など複数の機能を持つビルの建設する事を検討する他、隣接する山形市立病院済生館の建て替えなどの再開発を視野に入れるとしている。佐藤孝弘山形市長は開札当日に、阿部謙一山形市都市振興公社理事長とともに記者会見を行い、佐藤市長は「公共的な団体が取得する事が最善策と考えた。大沼における混乱に終止符を打ち、中心市街地活性化の新たな可能性が生まれた」とコメントした他、阿部理事長も「魅力的なまちづくりを見据えながら、市と連携して取り組んでいきたい」とコメントした。
入札に参加しなかったやまきは、「再生を諦めたわけではなく、旧山形本店の近くの物件を探している。今後の旧山形本店における運営方針について山形市都市振興公社に話が聞きたい」とコメントした。
山形市は2021年6月16日に、旧山形本店の内部を報道陣に公開した。陳列棚などの動産は手つかずの状態のままであった他、地下1階には異臭が漂い、7階の天井は剥げ落ち、8階の天井には雨漏りの跡があったという。電気は前所有者が2021年5月に止めており、電気設備の修繕には約1億円の費用が必要であることが説明された他、全館改修を行う場合は約8億円以上、1～2階のみの改修を行う場合は約4～5億円の費用が必要であることが説明された。
旧山形本店の山形市都市振興公社への所有権移動後も、引き渡しに関して前所有者との交渉は進展していなかった。山形市は交渉が進展しない場合、裁判所に対して強制執行の申し立てを行う可能性があることを明らかにしていたが。山形市は、2021年3月に山形地方裁判所へ建物の引き渡しを申し立て、山形地方裁判所は同年3月19日に、前所有者に対して引き渡し命令を出した。旧山形本店を落札できなかった大沼保険サービスは、山形市都市振興公社への旧山形本店の売却後も旧山形本店内に入居していたが旧山形本店から退去し、同年5月28日に本社を山形市本町1丁目にある大沼別館へ移転した。山形市は同年8月12日に、旧山形本店に残る動産を前所有者が山形市都市振興公社へ寄贈することで合意し、旧山形本店の引き渡しが完了したと発表した。
山形市は2021年7月から12月にかけて、山形市と不動産会社22社が参加して、旧山形本店の活用方法も含めた七日町地区のにぎわい創出拠点整備事業におけるサウンディング型市場調査を実施した。山形市は2022年3月15日、サウンディング型市場調査の結果を発表し、旧山形本店の建物を解体する事で概ね一致した。山形市は2023年2月8日、築68年が経過し、建物自体や内部の電気設備、空調設備が老朽化しており、修繕に多額な費用が見込まれることから旧山形本店を解体する方針を市議会に示した。旧山形本店の解体開始時期は未定で、旧山形本店跡地は山形市立病院済生館の建て替えと一体化した再開発が行われる事になる。

## 店舗

### 本店
山形市の繁華街、七日町にあり、商店街の中核店舗として集客の要となっていた。
2007年（平成19年）9月5日には従来の青果売場の直営を止めて有力チェーンのテナントに切替えるなど、地下1階の食料品売り場（いわゆるデパ地下）の全面改装を行った。
2020年（令和2年）12月18日に山形市都市振興公社へ売却されることが決定。同年12月26日に山形市都市振興公社へ所有権が移動した。
山形市によれば、全館を改修して再活用した場合は約9億円以上、1～2階のみ改修して再活用した場合だけでも約6～7億円の費用がかかるとしていた。2022年3月に旧山形本店の建物を解体する事で概ね一致し。山形市は2023年2月に、修繕に多額の費用が必要である事から、旧山形本店の建物を解体する方針を市議会に示した。

### 米沢店
米沢市のアーケードのある繁華街として繁栄を極めた平和通り一番街の一角で営業していた、同県置賜地方唯一の百貨店であった。
1990年代初頭から顕著になった同市金池・春日地区への量販店の集積によって、店舗前の通行量が2000年の1,903人から2010年には977人と約49%に減少したほか、中心市街地の年間商品販売額が1997年の414億円が2007年には293億円と約29%も減少する中、2011年まで地元の伝統文化である粕漬のコンテストの共催者として名を連ねるなど地域密着の施策も行っていた。1993年3月には大規模リモデルを実施し、40代の主婦をメインターゲットにした品ぞろえに変更した。2016年9月には、10年ぶりに売り場の改装を実施。新ショップを導入したほか売り場の移動等を行った。
2012年1月15日に店舗前に設置していた築40年近いアーケードが崩落する事故が起き、県と米沢市の担当者が、建築基準法に基いて調査する騒ぎが起こった。

#### 新店構想
1999年、米沢市平和通り一番街区の再開発事業が持ち上がり、翌年に地権者らが準備組合を結成。2001年に大沼は再開発によって建設されるビルに出店を表明した。再開発計画は、総工費約57億円を投じ約1万7千平方メートルの敷地に地上4階建てのビルを建設。大沼は1階と2階にテナントとして入り3階、4階、屋上は駐車場とし、2004年度中のオープンを目指すとしていた。しかし、競合激化によって売り上げの低迷が続く中において、投資を行うことに大沼のメインバンクである山形銀行が難色を示し、2003年9月、大沼は景気回復の遅れを理由に出店断念を表明した。

#### 閉店
MTMによる完全子会社化によって実行された経営改革の一環で、従来の全5階の売場から1階から3階までに減床の上で行われた改装工事の第1弾を終え、2018年4月25日にリニューアルオープンしたが、有力テナントが相次いで撤退したため、2019年2月期の売上が約12億円に減少したと同時に赤字幅が拡大した。さらに建物の老朽化もあり、2019年4月4日、同年8月15日をもって米沢店を閉店することを発表し、予定通り閉店した。閉店によって市内に小規模店舗を設ける予定だったが、計画通りに進まず、同じ店舗1階で22日からサービス業務や商品の取り寄せを行い、9月25日、旧店1階に「米沢サテライト店」を開設した。営業期間は同店の不動産の売却が完了するまでとしていた。

#### 売却・建物の解体
土地と建物は旧ギフトショップ新庄店を所有している実業家へ売却されたが、2021年1月26日に寒河江市に本社がある井上工業の親会社であるティ・エムホールディングスへ譲渡する契約を締結。旧米沢店の建物は2022年3月までに解体工事が終了し、跡地の南側は米沢市が取得して道路用地に活用する。跡地には2022年11月3日にウエルシア米沢中央1丁目店とエニタイムフィットネス米沢店が開業した。

### ONUMA Salon de Rose
2016年3月9日、本店向かいの七日町再開発ビル・イイナス南の宝飾店跡地にレディースファッションと服飾雑貨の新店舗であるONUMA Salon de Rose（オーヌマ サロン・ド・ロゼ）をオープンした。同店は30代以上の女性をメーンターゲットとし、店舗奥にはギャラリースペースを設けていた。

### ギフトショップ

#### 新庄店（新庄市五日町宮内227-1）
2020年（令和2年）12月26日にエム・エル・シーへ所有権が移動した。

## 沿革
- 1700年（元禄13年） - 大沼八右衛門が七日町で創業[7]。
- 1947年（昭和22年） - 株式会社大沼を設立。
- 1950年（昭和25年）7月[21] - 株式会社大沼百貨店を設立し、大沼百貨店（山形本店）を開店[9]。
- 1956年（昭和31年）11月20日[10] - 山形本店改築（現店舗の一部）落成[9]。
- 1959年（昭和34年） -　十一店会（現在のADO）に加盟し、伊勢丹と業務提携を開始。[8]
- 1967年（昭和42年）10月1日 - 酒田市に酒田店（酒田中町店開業後は酒田駅前店）を開店[9]。
- 1970年（昭和45年）11月1日 - 米沢市に米沢店を開店[12]。
- 1971年（昭和46年）11月20日 - 倒産した地元百貨店「小袖屋」の跡地を買収し、酒田中町店を開店[9]。
- 1973年（昭和48年）3月2日 - 酒田駅前店を閉店[9]。
- 1976年（昭和51年）
  - 6月10日 - 鶴岡店（サンプラザオーヌマ）開店[112]、大沼系列のボウリング場を改装したもの。
  - 10月29日 - 酒田中町店が酒田大火により焼失し、閉店。その後は1981年（昭和56年）の店舗再建まで山居マートアメヨコに仮店舗を設ける。
  - 11月26日 - 酒田店再建までの仮店舗として、酒田山居マート店を開店。
- 1978年（昭和53年）5月31日 - 鶴岡店（サンプラザオーヌマ）閉店[113]。
- 1981年（昭和56年） - 三越との業務提携開始。伊勢丹との業務提携は継続。[114]
- 1981年（昭和56年）3月1日 - 山形本店全館リモデルオープン。
- 1981年（昭和56年）9月25日 - 酒田駅前の庄交ターミナルビルに酒田店を再建。
- 1984年（昭和59年） - 酒田大沼がダイエーと業務・資本提携する形で事実上酒田店の営業を譲渡[18]。
- 1986年（昭和61年） - 酒田店がダイエー酒田店となり、完全に撤退[19]。
- 1988年（昭和63年）9月[8] - ギフトショップ天童店開店。
- 1990年（平成2年）2月21日-山形本店全館リモデルオープン。
- 1991年（平成3年）7月[8] - ギフトショップ新庄店開店。
- 1993年（平成5年）3月27日 - 米沢店大規模リモデルオープン。40代の主婦をメインターゲットにしたMDに変更。3階にギャラリー開設。（現在は閉鎖。）
- 2005年（平成17年）8月31日 - 酒田大沼の経営を引き継いだ、ダイエー酒田店が閉店。
- 2010年（平成22年）6月2日 - 関連会社である大沼建装（現：大沼クリエーションサービス）に対し家具・インテリア販売の田丸から外商部門および仙台営業所が譲渡されたことを発表[115]。
- 2013年（平成25年） - ギフトショップ天童店閉店。山形大沼パーキングビル閉鎖。
- 2014年（平成26年） - メインバンクである山形銀行出身の児玉克也を執行役員副社長に迎える[116]。
- 2015年（平成27年）10月1日 - 8年ぶりにインターネット販売を再スタート[117]。
- 2016年（平成28年）
  - 2月3日 - 山形本店7階サービスカウンター内に免税カウンターを開設[118]。
  - 3月9日 - 本店向かいにONUMA Salon de Roseをオープン。
- 2018年（平成30年）
  - 2月27日 - 保険事業を大沼保険サービスを設立して分社化。
  - 4月23日 - マイルストーンターンアラウンドマネジメントの完全子会社となる。
- 2019年（平成31年 / 令和元年）
  - 3月22日 - 大沼投資組合がマイルストーンターンアラウンドマネジメントの債権者から全株式を取得し、大沼投資組合の完全子会社となる。
  - 8月15日 - 米沢店が閉店。
  - 9月25日 - 米沢サテライト店を開設。
  - 12月16日 - 山形本店の不動産を大沼を支援する県内の実業家に売却したことが明らかになる。旧米沢店も年内に実業家に売却する方針[119]。
- 2020年（令和2年）
  - 1月26日 - 山形本店が閉店[51]。
  - 1月27日 - 関連会社の大沼友の会と共に山形地方裁判所に破産を申請[52][53]。同日付で破産手続開始決定を受ける[2]。
  - 6月11日 - 山形県警察の制服類の入札で談合を繰り返したとして、公正取引委員会は大沼など5社に私的独占の禁止及び公正取引の確保に関する法律（独占禁止法）違反（不当な取引制限）を認定し、大沼には141万円の課徴金納付命令を出した[120]。
  - 7月15日 - やまきが旧山形本店の建物を賃借し、元従業員らを雇用して「感謝閉店セール」を開催（9月30日終了）[73]。
  - 12月3日 - 山形地方裁判所による競売において、旧山形本店の土地・建物を山形市都市振興公社が、旧ギフトショップ新庄店の土地・建物をエム・エル・シーがそれぞれ落札[84][82][85]。
  - 12月26日 - 旧山形本店並びに旧ギフトショップ新庄店の所有権が各落札者へ移動[77][78]。
- 2021年（令和3年）
  - 2月18日 - 山形労働局が労働基準法違反の疑いで、大沼と前社長を山形地方検察庁へ書類送検[61][62]。
  - 3月4日 - 関連会社であった大沼友の会が山形地方裁判所から破産手続廃止決定を受ける[64]。
  - 4月6日 - 大沼友の会の法人格消滅。
  - 8月12日 - 旧山形本店に残る動産を前所有者が山形市都市振興公社に寄贈することで合意し、旧本店の引き渡しが完了[91]。

## 関連会社
- 大沼クリエーションサービス株式会社

## 過去の関連事業

### オーヌマホテル
1966年（昭和41年）に関連会社雅裳苑として創業し、オーヌマホテルとして長年営業していた。
業績低迷と大沼本体の業績悪化もあり、2006年（平成18年）に神奈川県横浜市の不動産会社リストに事業譲渡されて、その子会社の山形オーヌマホテルが営業を引継いで同一名称で営業を続けたが売り上げの7-8割を占める宴会部門が伸び悩んで業績が改善せず、2008年（平成20年）3月30日に営業を終了した。
同年、土地と建物を購入していた北海道函館市の不動産会社リード不動産が建物の解体を決めて宗教法人真如苑が取得することになったため、「公有地の拡大に関する法律」に基づく不動産取得の届出が提出された山形市から同年6月23日付で関係書類が山形県知事宛に提出された。